# Freud (serie televisiva)
Freud è una serie televisiva austriaca-tedesca-ceca in otto episodi, ideata da Marvin Kren e con Robert Finster nel ruolo di Sigmund Freud, Ella Rumpf nel ruolo della medium Fleur Salomé e Georg Friedrich nel ruolo dell'ufficiale di polizia e veterano di guerra Alfred Kiss. Il 24 febbraio 2020, durante la settantesima edizione del Festival internazionale del cinema di Berlino, Freud ha aperto la Berlinale Series con la proiezione, in prima visione mondiale, dei primi tre episodi di 55 minuti ciascuno. È il primo progetto congiunto della casa di distribuzione austriaca ORF con il servizio di streaming Netflix.
Il 15 marzo 2020, l'emittente ORF ha distribuito i primi due episodi, mentre il 18 e il 22 marzo 2020 gli ultimi sei. La serie è stata, poi, distribuita il 23 marzo 2020 da Netflix.

## Trama
Vienna, 1886. Sigmund Freud è un giovane neurologo affascinato dall'ipnoterapia, scoperta durante un recente viaggio di studio in Francia nella nota clinica del dott. Jean-Martin Charcot, fervido sostenitore della natura psichica dell'isteria. Ritornato a Vienna, Sigmund inizierà ad applicare l'ipnosi ai casi clinici dell'ospedale psichiatrico in cui lavora, diretto dall'intransigente quanto stimato Theodor Meynert. Le teorie innovative troveranno subito l'opposizione non solo del direttore, convinto della natura scenica e falsa dell'isteria, ma anche dei colleghi fra i quali Leopold von Schönfeld, pupillo di Meynert. Dopo una presentazione fallimentare del metodo ipnotico, di fronte agli esponenti di spicco dell'ospedale, Sigmund sarà convinto dall'amico e collega Arthur Schnitzler a partecipare ad una festa organizzata dalla contessa Sophia von Szápáry col pretesto di ampliare la cerchia di conoscenze influenti. Durante la festa, la contessa insieme al marito, Viktor von Szápáry, metterà in scena una seduta spiritica roteante attorno alla figura della medium ungherese Fleur Salomé. Da quel momento, Sigmund si ritroverà catapultato in una spirale di omicidi, complotti, vendette e fatti soprannaturali che dovrà risolvere facendo ricorso alle sue nuove conoscenze e all'aiuto della governante Leonore e del veterano di guerra Alfred Kiss.

## Episodi
L'emittente austriaca ORF ha trasmesso la prima stagione dal 15 al 22 marzo 2020 mentre Netflix, il 23 marzo 2020.
| Stagioni       | Episodi | Prima TV Austria | Pubblicazione Italia |
| -------------- | ------- | ---------------- | -------------------- |
| Prima stagione | 8       | 2020             | 2020                 |

## Personaggi e interpreti

### Principali
- Sigmund Freud (stagioni 1-in corso), interpretato da Robert Finster, doppiato da Davide Perino. Il protagonista della serie. Sigmund è un trentenne ebreo che vive a Vienna, inviso al mondo accademico non solo per le sue origini etniche ma anche per le proprie convinzioni scientifiche incentrate sull'ipnosi, appresa in Francia nella clinica del noto Charcot. Il mancato riconoscimento e i continui fallimenti sono le principali cause del suo scoramento che tenta di combattere assumendo cospicue dosi di una nuova droga proveniente dalle Americhe, la cocaina. Alle sfide lavorative si aggiunge il matrimonio mancato con l'amata Martha Bernays sia per volere della famiglia, in attesa che il futuro marito della figlia si affermi come medico, sia per la gogna mediatica a cui è sottoposto per le sue convinzioni. L'apparizione, nella sua vita, di Fleur metterà a dura prova l'amore per la fidanzata e le sue stesse certezze.
- Fleur Salomé (stagioni 1-in corso), interpretata da Ella Rumpf, doppiata da Valentina Favazza. È la protagonista femminile, giovane, delicata e in balia della madre, la contessa Sophia. Fleur, venuta a conoscenza delle doti mediche di Freud, chiederà il suo aiuto per uscire da uno stato di sonnambulismo e possessione che la perseguita. Tramite l'ipnosi non solo individuerà i colpevoli degli omicidi che tormentano Vienna ma anche le sue origini, rimosse per proteggersi dal dolore di una cocente verità. Fleur, infatti, è al centro di un terribile complotto soprannaturale contro l'impero e portatrice di una forza demoniaca che affonda le sue radici nella mitologia ungherese.
- Alfred Kiss (stagioni 1-in corso), interpretato da Georg Friedrich, doppiato da Massimo Bitossi. Ex veterano di guerra ed ispettore della polizia viennese, Alfred Kiss è un uomo duro, forgiato dalla crudeltà dei campi bellici e dallo spargimento di sangue. A causa di un episodio tragico con al centro suo figlio Otto, giurerà vendetta contro Georg von Lichtenberg che, successivamente, sfiderà a duello. Menomato da una strana paralisi alla mano, chiederà l'aiuto di Freud che tramite l'ipnosi riuscirà a risolvere il suo problema pretendendo come ricompensa il suo aiuto nell'intricato e pericoloso enigma di Fleur.
- Lenore (stagioni 1-in corso), interpretata da Brigitte Kren, doppiata da Mirta Pepe. È la governante della casa in cui abita Sigmund nonché la custode del palazzo. Leonore è una donna matura dal carattere esuberante e schietto. Si presta ad inscenare una seduta ipnotica che finirà in maniera tragica per Freud.
- Contessa Sophia von Szápáry (stagione 1), interpretata da Anja Kling, doppiata da Marina Guadagno. È una donna spietata, manipolatrice e profondamente vendicativa. Di origini ungheresi, fu perseguitata insieme alla famiglia dall'impero austriaco. Da quel momento, insieme al marito, ordì un piano diabolico per liberare la sua nazione dal giogo nemico. Perché il piano si compia nel migliore dei modi, Sophia farà appello alle sue abilità ipnotiche e a quelle medianiche di Fleur lasciandosi dietro una lunga scia di sangue.
- Conte Viktor von Szápáry (stagione 1), interpretato da Philipp Hochmair, doppiato da Edoardo Stoppacciaro. È il marito di Sophia von Szápáry oltre che complice dei suoi misfatti. È un uomo eccentrico e teatrale, dedito al piacere dei sensi e al divertimento. Insieme alla moglie, è il principale organizzatore delle messinscene occulte atte ad attirare l'attenzione delle vittime prescelte.

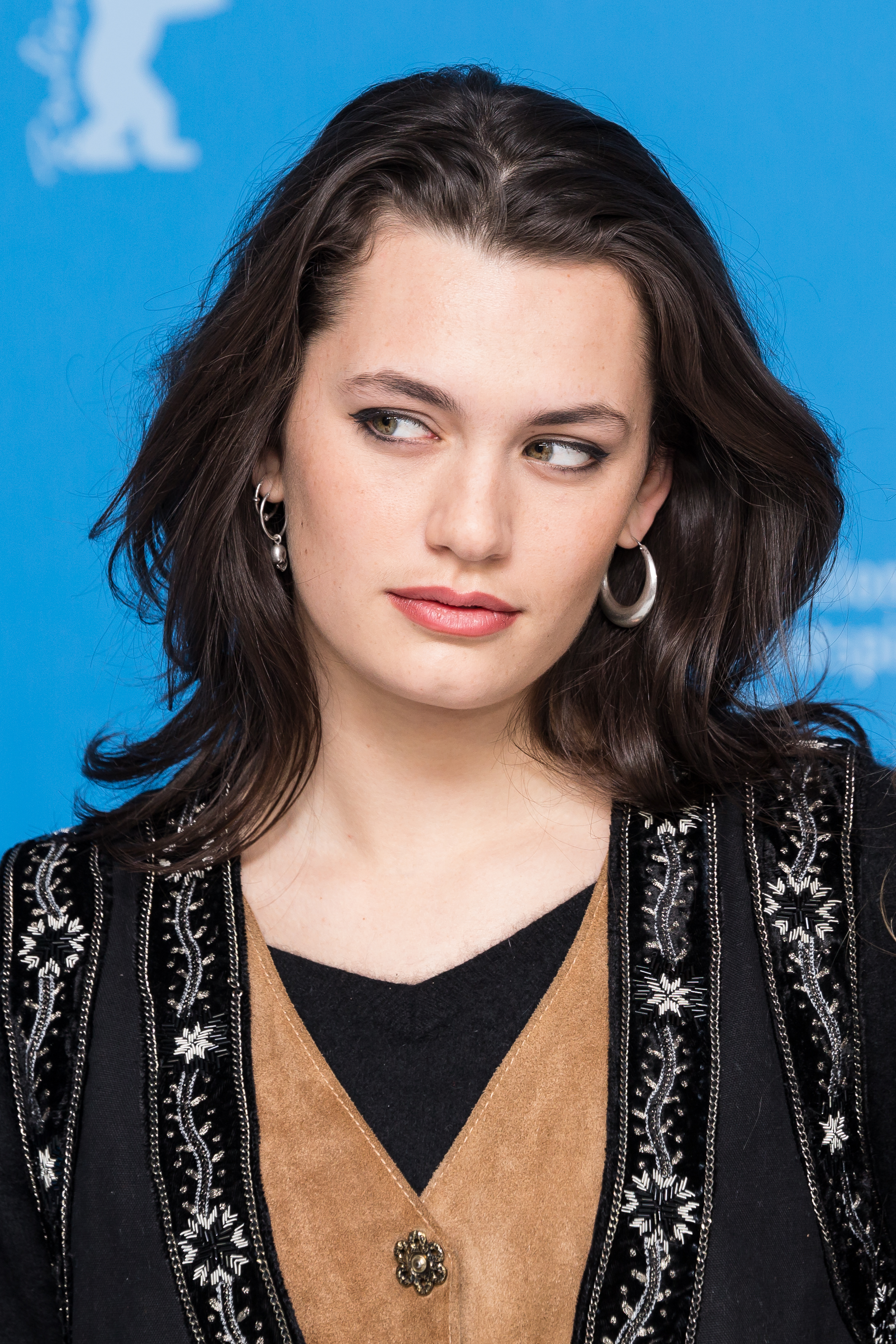
Ella Rumpf interpreta Fleur Salomé
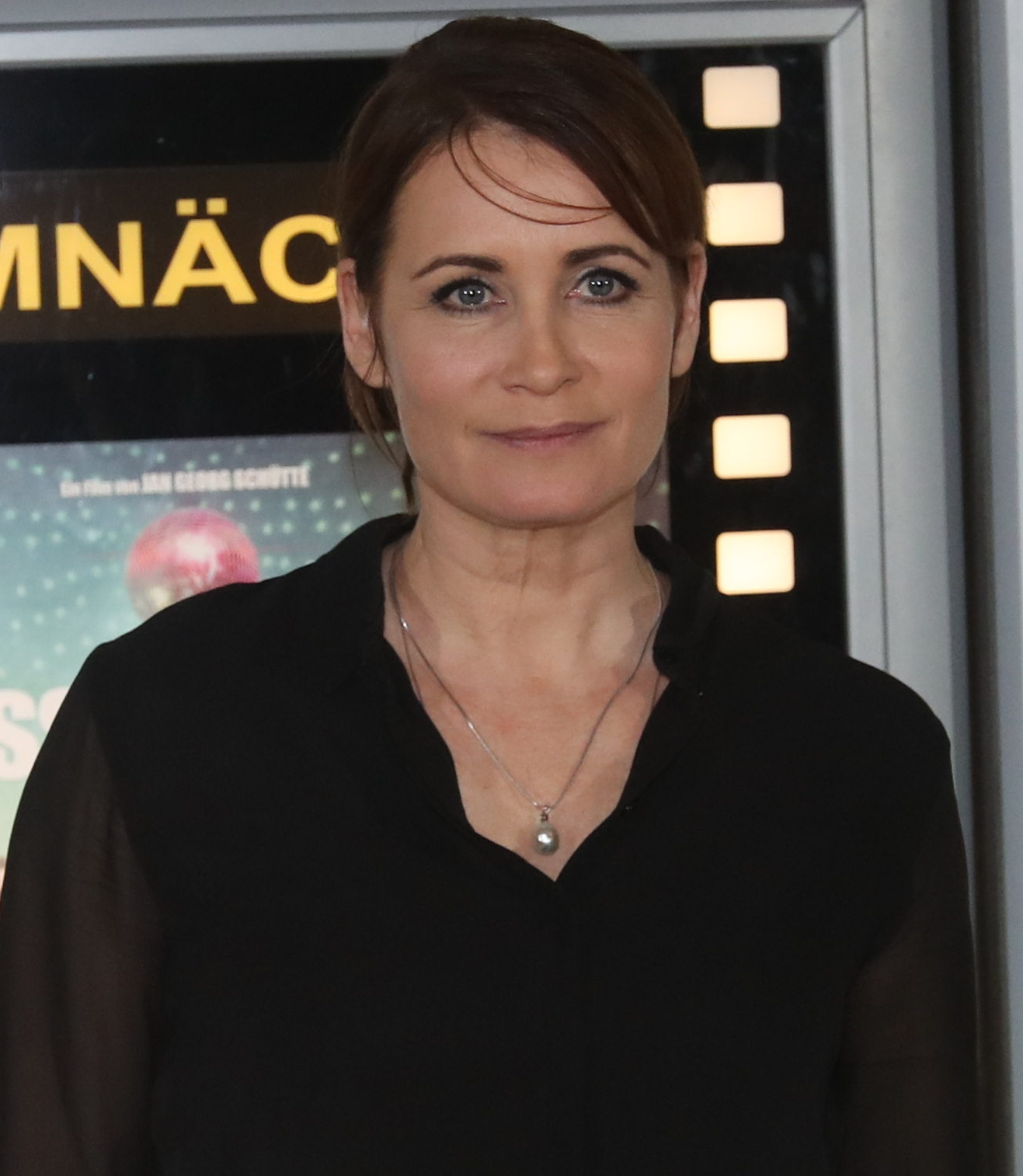
Anja Kling interpreta la contessa Sophia von Szápáry
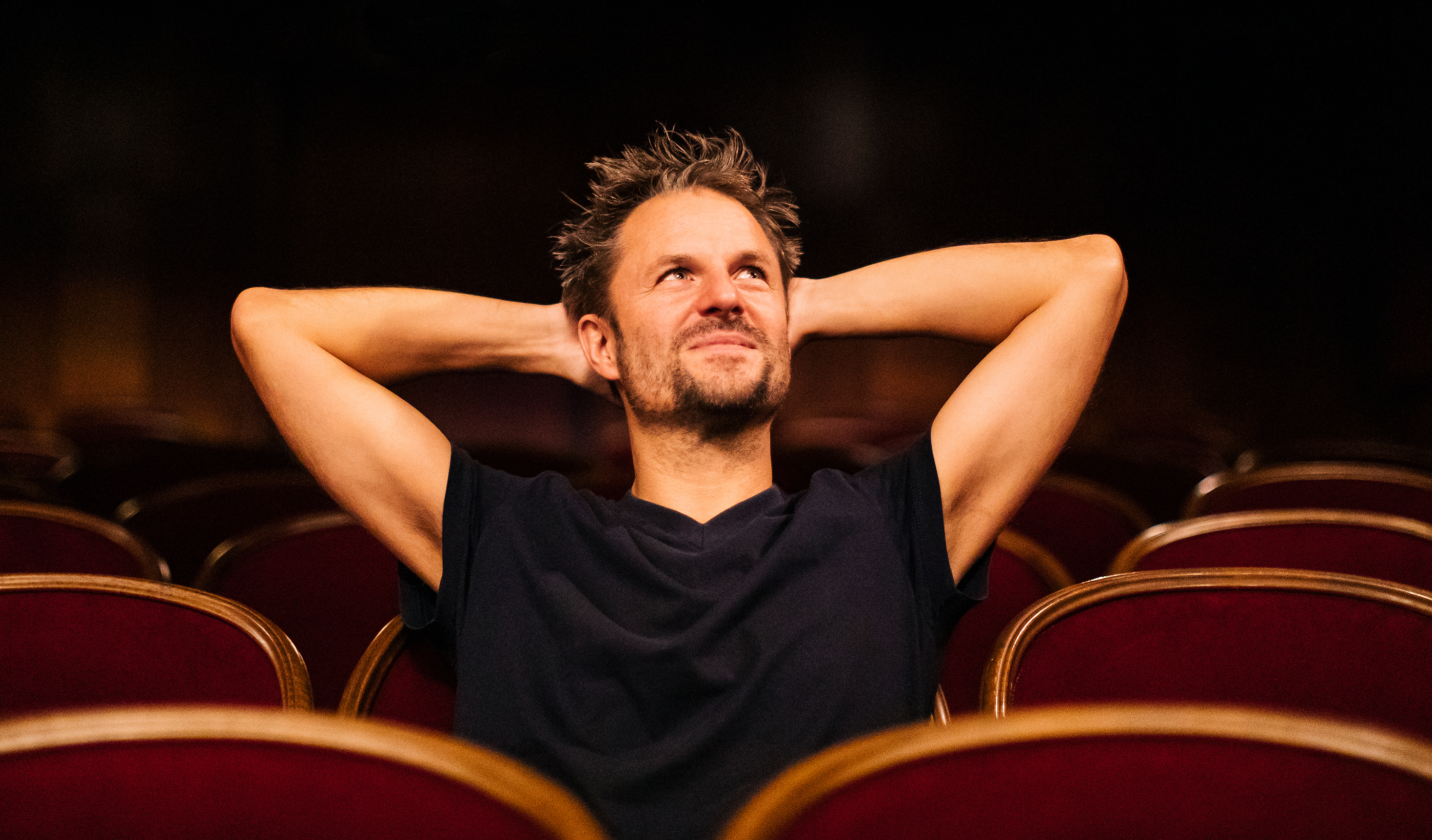
Philipp Hochmair interpreta il conte Viktor von Szápáry
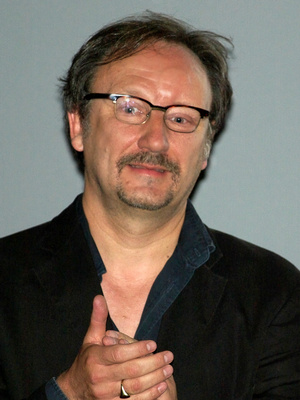
Rainer Bock interpreta il prof. Theodor Meynert
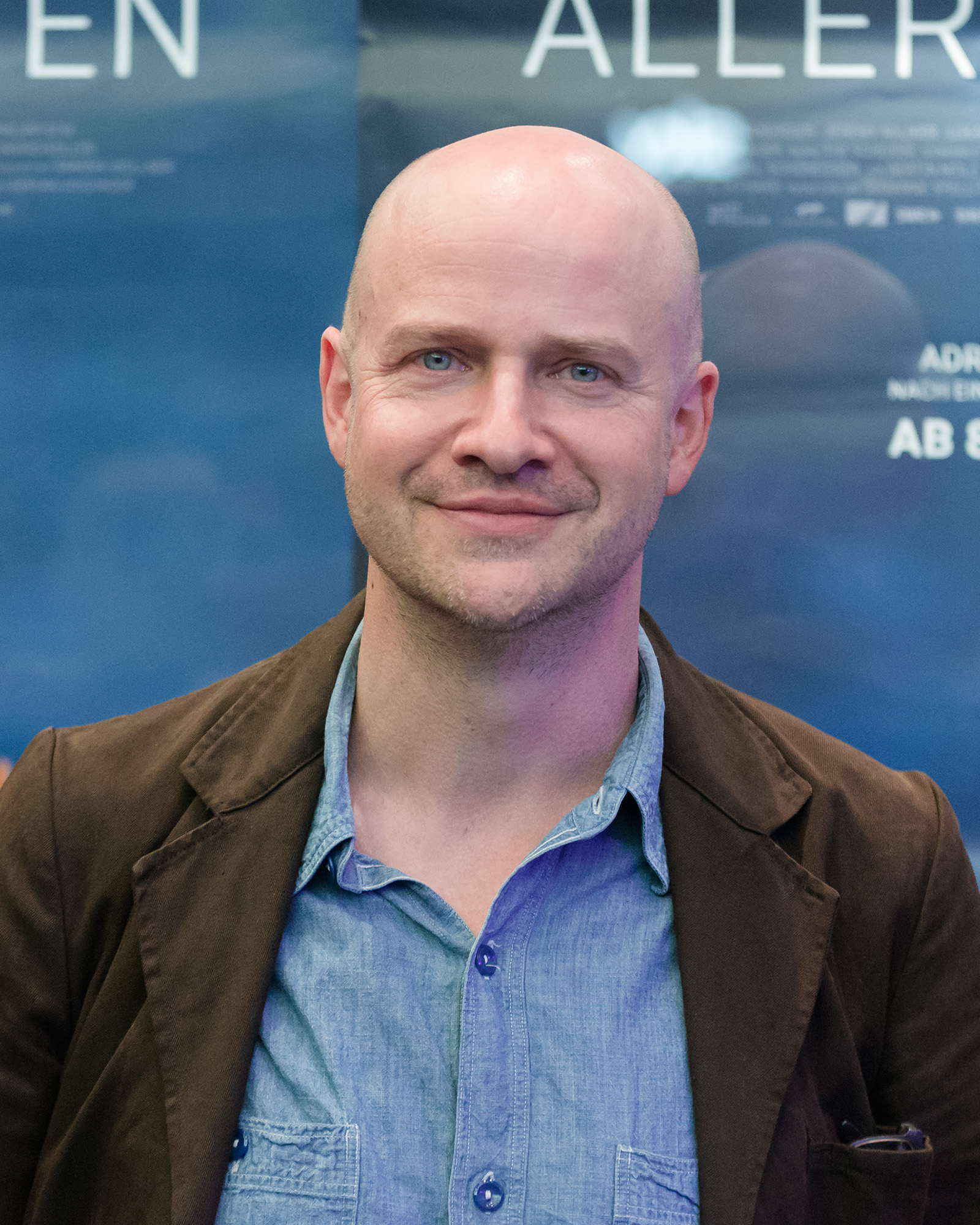
Lukas Miko interpreta Georg von Lichtenberg
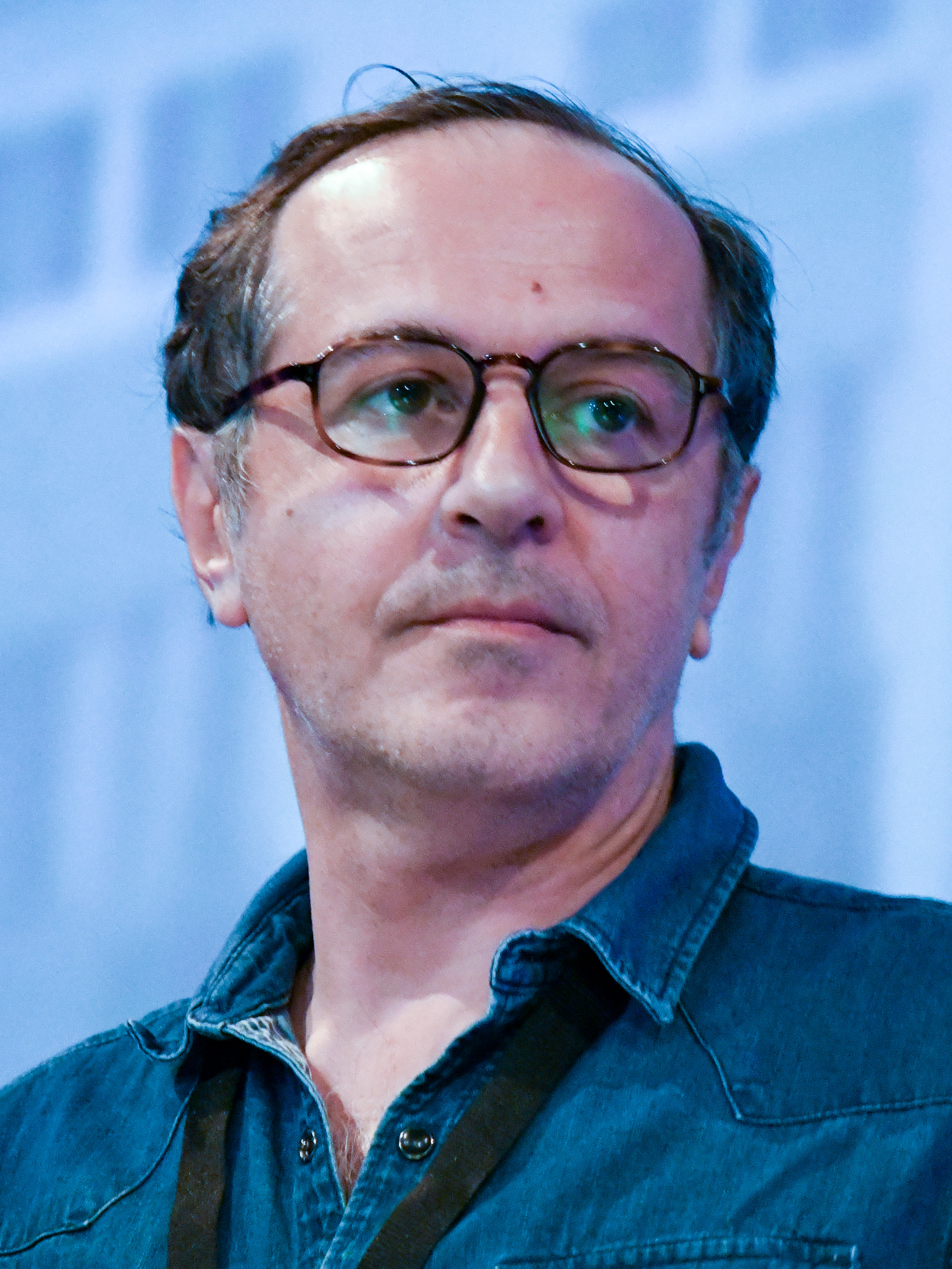
Merab Ninidze interpreta il dott. Josef Breuer
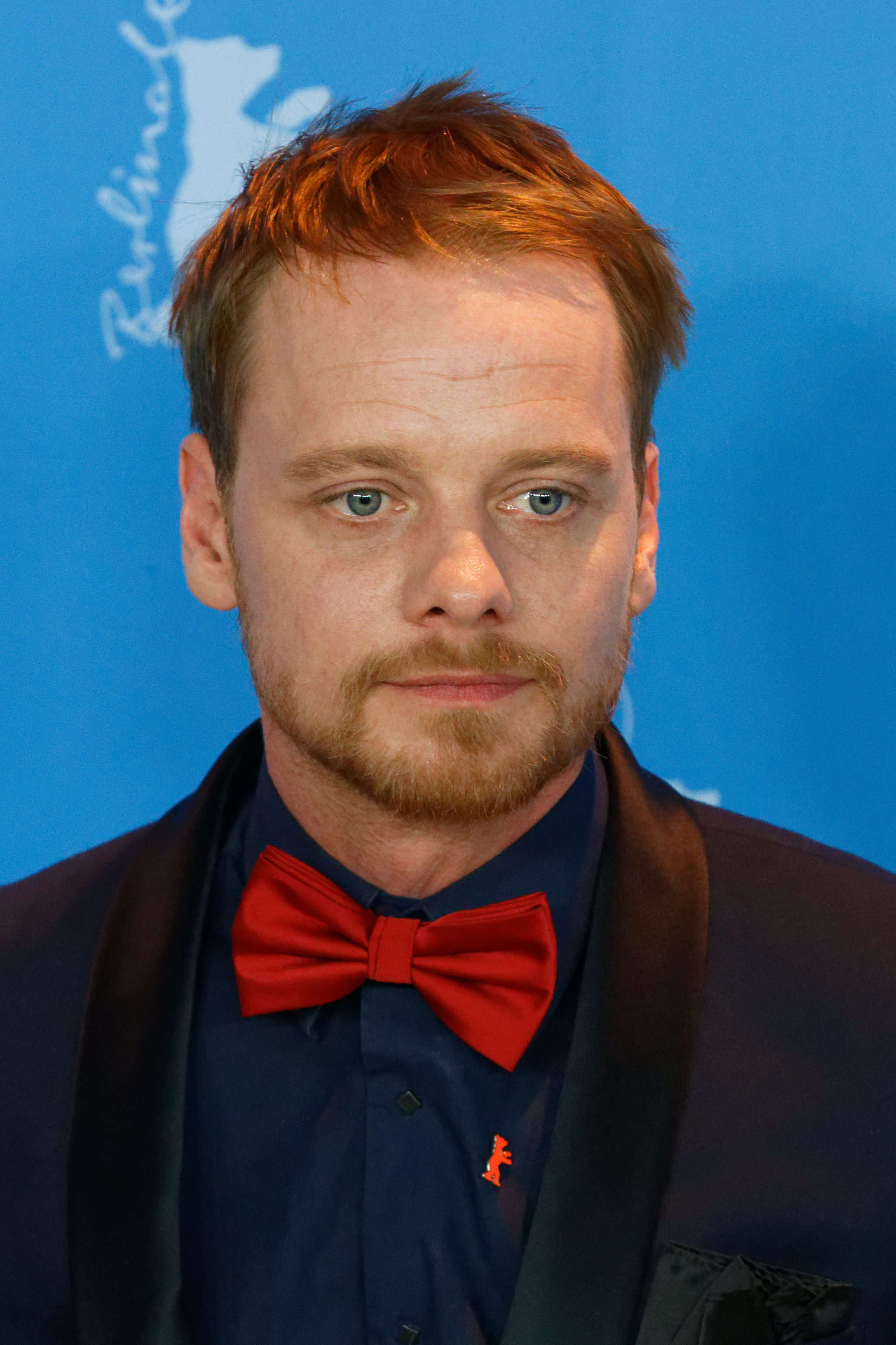
Stefan Konarske interpreta il principe ereditario Rudolf
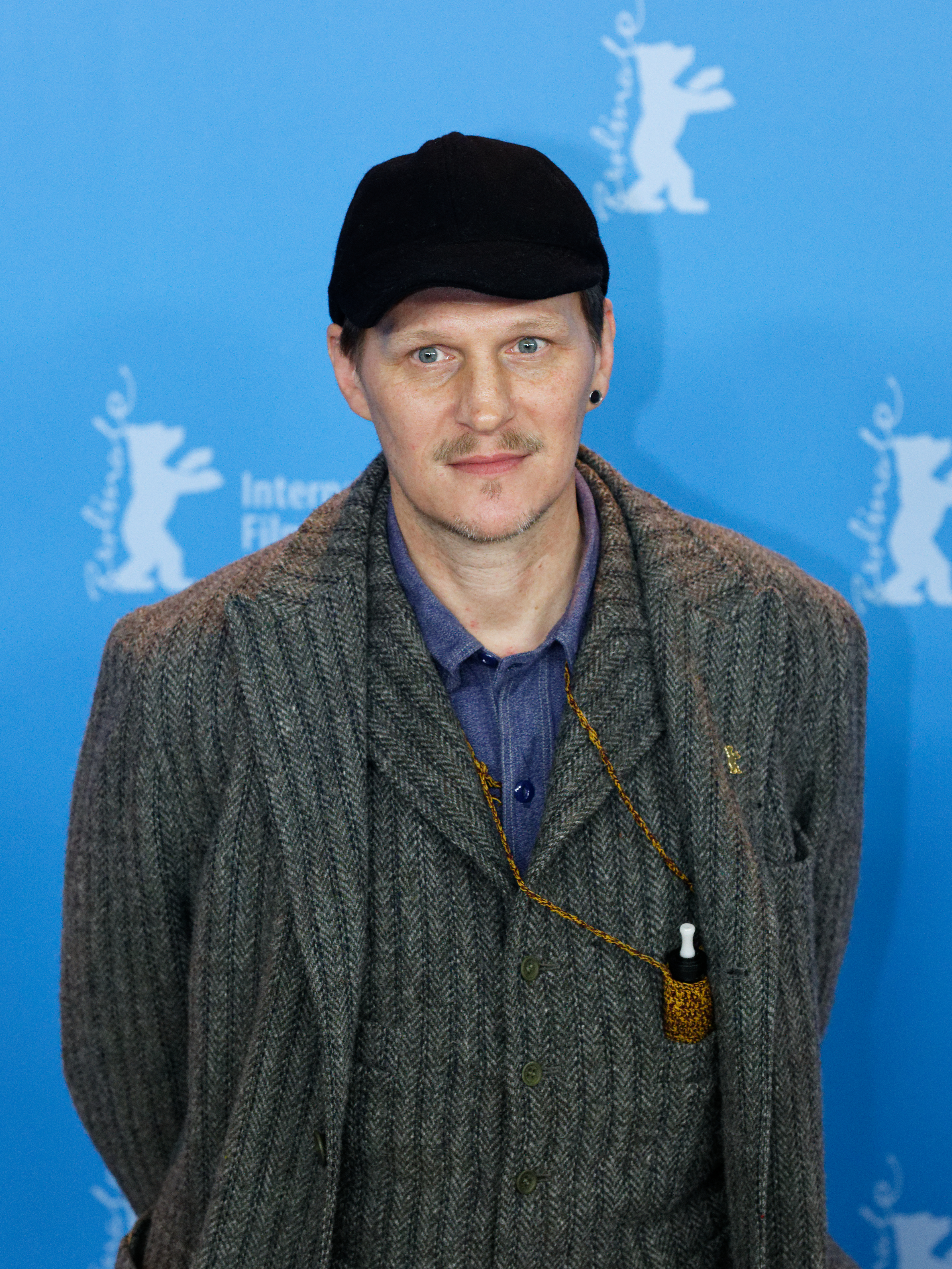
Georg Friedrich interpreta Alfred Kiss
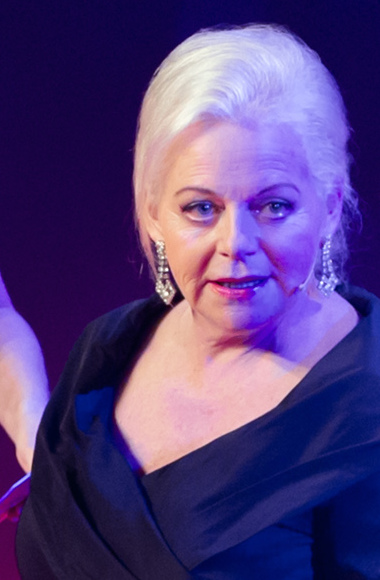
Brigitte Kren interpreta Leonore

### Ricorrenti
- Leopold von Schönfeld (stagione 1), interpretato da Lukas Watzl, doppiato da Flavio Aquilone. È il pupillo del prof. Meynert nonché avversario di Freud nell'ospedale psichiatrico di Vienna. Molto legato alla madre, che lo comanda come se fosse ancora un bambino, ha una sorellina alla quale è molto affezionato, Clara.
- Henriette von Schönfeld (stagioni 1-in corso), interpretata da Marisa Growaldtl, doppiata da Anna Cugini. È la madre autoritaria ed isterica di Leopold e Clara.
- Prof. Theodor Meynert (stagioni 1-in corso), interpretato da Rainer Bock, doppiato da Fabrizio Pucci. È il direttore dell'ospedale psichiatrico di Vienna e fervido sostenitore della teoria secondo cui le malattie mentali dipendono da un danno al cervello oltre che convinto della natura "teatrale" dell'isteria.
- Dott. Josef Breuer (stagioni 1-in corso), interpretato da Merab Ninidze, doppiato da Paolo Buglioni. È il principale sostenitore di Freud nell'ospedale psichiatrico e, come lui, affascinato dall'ipnoterapia.
- Arthur Schnitzler (stagioni 1-in corso), interpretato da Noah Saavedra, doppiato da Alessio Puccio. È un amico di Freud e medico nell'ospedale psichiatrico. Dedito alla poesia e alla baldoria, sarà l'artefice dell'incontro fra Freud e Fleur.
- Georg von Lichtenberg (stagione 1), interpretato da Lukas Miko. È il principale sospettato dell'omicidio oltre che nemico giurato di Alfred Kiss che conosce dai tempi della guerra. Ha una relazione segreta con Riedl e un rapporto molto complesso col padre, il feldmaresciallo Franz von Lichtenberg.
- Tenente Riedl (stagione 1), interpretato da Aaron Friesz. È il compagno d'armi nonché amante di Georg von Lichtenberg che tenterà di vendicare dopo la morte.
- Fanny Kiss (stagioni 1-in corso), interpretata da Alina Fritsch, doppiata da Marta Giannini. È la nuora di Alfred Kiss, vedova del figlio Otto. Ha due bambine che contano esclusivamente sull'aiuto economico e morale del nonno.
- Franz Poschacher (stagioni 1-in corso), interpretato da Christoph Krutzler, doppiato da Luigi Ferraro. È il collega di Alfred Kiss ed amico fidato che seguirà e spalleggerà nella serie di omicidi con capo i Szápáry.

## Produzione
La serie è stata prodotta da Wiener Satel Film (Heinrich Ambrosch) e Bavaria Fiction (Moritz Polter). Marvin Kren ha lavorato per tutta la prima stagione come showrunner e produttore esecutivo.
La produzione è stata supportata dal Filmfonds Wien, dal Fernsehfonds Austria, dal Creative Europe MEDIA, dal Czech Film Fund, dalla Austrian Broadcasting Corporation e da Netflix. ZDF Enterprises si è occupata della distribuzione internazionale.
Daniela Skala e Martin Geissler si sono occupati del trucco ed Eva Roth del casting.
In una videointervista per Movieplayer.it, Marvin Kren ha rivelato che, per comprendere l’ipnosi, si è fatto ipnotizzare da un professionista. Le ‘visioni’ avute sotto ipnosi hanno ispirato le scene dei deliri onirici della prima stagione. Pare, inoltre, che anche gli altri attori abbiano sperimentato l’ipnosi per poterla replicare con più realismo durante la recitazione.

### Riprese
Le riprese della prima stagione si sono svolte dall'8 gennaio al 21 maggio 2019 fra Vienna e Praga.

## Accoglienza
Barbara Unterthurner ha notato, sul Tiroler Tageszeitung, che le trame narrative sono abilmente intrecciate sebbene in maniera troppo artificiosa. La serie ricorda in parte M – Eine Stadt sucht einen Mörder. Per quanto riguarda Vienna, Marvin Kren si è mantenuto fedele al tempo: la maggior parte dei personaggi utilizza il dialetto viennese invece dell'austriaco contemporaneo.
Björn Hayer ha descritto la produzione della Neue Zürcher Zeitung come "una miscela particolare di thriller e mistero in un ritratto della società". La performance degli attori è eterogenea, la sceneggiatura media. Gli elementi più artificiali sembrano essere le installazioni troppo pompose.
Martin Schwickert ha scritto su Rp-online.de che Kren ha creato la sua storia "come un'intossicazione selvaggia e allucinogena di sogni oscuri, ricordi repressi, crimini perversi e magia nera". Tale ambizione è realizzata in parte ma si perde dal quinto episodio in avanti. "Diventa eccessiva con l'introduzione di poteri oscuri, scene di sesso con animali e orge di sangue".
Secondo Marco Craighero di Cinematographe.it, "Freud mescola richiami al cinema espressionista con il noir, l’horror e il thriller politico, in una storia scorrevole ma non sempre equilibrata". Il sito dà alla serie un voto di 3.3 su 5, premiando la regia e la fotografia. Movieplayer.it, al contrario, dà un voto di 4 su 5.
Anna Cordioli della Società Psicoanalitica Italiana sostiene che "Purtroppo però, a dispetto di tutta una serie di riferimenti reali, il telefilm non è un biopic: il personaggio di Freud viene infatti caricaturato e trasformato in un ottocentesco Dylan Dog (il noto investigatore dell’incubo) occupato a risolvere omicidi e atrocità. Il personaggio si ispira al “vero” Freud per la passione a scavare nel profondo, la compassione per gli alienati e non mancano riferimenti alla sua fase giovanile, come la cocaina e l’interesse per l’ipnosi. Ma il personaggio della serie non riesce mai davvero ad assomigliare a Freud, creando una sorta di alterità, sospesa tra la copia e la rilettura".
In media, 475.000 spettatori hanno visto la prima messa in onda del primo episodio su ORF, il secondo episodio ha raggiunto 443.000 spettatori.
In Italia, nei primi due giorni dalla pubblicazione, la serie ha raggiunto la cima delle dieci serie italiane più viste su Netflix.

## Premi e riconoscimenti
Romy Awards 2020:
- Nomination nella categoria Migliore serie TV[18]
- Nomination nella categoria Migliore produzione in una Fiction TV (Heinrich Ambrosch, Moritz Polter)[18]